# 显花蓼
显花蓼（学名：Polygonum japonicum var. conspicuum）为蓼科蓼属下的一个变种。

## 扩展阅读
- 显花蓼的图片[]